# Elezioni generali in Irlanda del 2024
Le elezioni generali in Irlanda del 2024 si sono tenute il 29 novembre per il rinnovo del Dáil Éireann, la camera bassa dell'Oireachtas, il parlamento del paese.
Esse sono state indette in anticipo rispetto alla scadenza naturale della legislatura, prevista per i primi mesi del 2025, su volere preannunciato dello stesso Taoiseach uscente Simon Harris (poi realizzato concretamente, dopo l’approvazione della legge di bilancio, l’8 novembre), per motivazioni di tipo puramente politico, essendo emerso dai sondaggi un contesto favorevole nei confronti della coalizione di governo.
Le elezioni hanno visto la riconferma, in parte inaspettata dai sondaggi, del partito Fianna Fáil (FF), centrista, che, avendo ottenuto ben 48 seggi, ha visto la sua definitiva conferma a partito più grande in assemblea, dopo un pareggio nella precedente tornata, ed una crescita apprezzabile se rapportata alle altre due principali forze politiche, il partito di sinistra Sinn Féin (SF), giunto secondo con 39 seggi, ed il partito di centro-destra Fine Gael (FG), giunto terzo nonostante le premesse della tornata elettorale, con 38 seggi. In generale, in un contesto di essenziale riconferma dello scenario precedente (permesso anche dall’ampliamento del numero di seggi a disposizione, che ha mitigato eventuali perdite), le forze precedentemente al governo — ad eccezione dei Verdi (GP), disastrosamente ridottisi ad un solo seggio a causa di un forte calo di consensi — hanno mancato di pochissimo la maggioranza assoluta, ma, almeno prima facie, senza che ciò potesse causare delle apparenti complicazioni politiche, visto il ventaglio di opzioni viabili ed il ridotto divario da colmare. Parimenti, dall’altro lato dell’arco parlamentare, eventi altresì rilevanti della tornata sono stati la crescita di alcune formazioni politiche di varia ideologia, tra cui, in primis, Socialdemocratici (SD) e Laburisti (LAB), divenuti con 11 seggi ciascuno (ed in parte a discapito di People Before Profit/Solidarity (PBP/S), sceso a 3 seggi), vere e proprie formazioni di rilievo e potenziali aghi della bilancia per un futuro esecutivo, ma anche di altre formazioni minori come Irlanda Indipendente (II), di nuova formazione e giunto a 4 seggi ed Aontú (A), giunto a 2 seggi.

## Sistema elettorale
Per l’elezione del Dáil Éireann, l’unica delle due camere componenti l’Oireachtas ad essere determinata da un diretto voto dei cittadini, la legge elettorale irlandese prevede l’applicazione del sistema del voto singolo trasferibile, basato su vari collegi plurinominali (ciascuno con un numero di seggi compreso fra tre e cinque). 
Al momento del voto, infatti, gli elettori elencano i candidati in ordine di preferenza nelle schede elettorali, numerandoli. In questo modo, al momento dello spoglio, contate le preferenze, queste vengono ridistribuite finché non vengano determinati i candidati eletti, eliminando contestualmente, in ordine di preferenza, i candidati non soddisfacenti tali requisiti.
Novità di questa elezione, tuttavia, ai sensi dell’Electoral (Amendment) Act 2023, è stato l’aumento dei seggi disponibili da 160 a 174 ed un aumento del numero di collegi elettorali da 39 a 43.

## Risultati
| Fianna Fáil (FF)                        | 481 417   | 21,86 | 48  |  |  |  |
| Fine Gael (FG)                          | 458 134   | 20,80 | 38  |  |  |  |
| Sinn Féin (SF)                          | 418 627   | 19,01 | 39  |  |  |  |
| Socialdemocratici (SD)                  | 106 028   | 4,81  | 11  |  |  |  |
| Partito Laburista (LP)                  | 102 457   | 4,65  | 11  |  |  |  |
| Aontú (A)                               | 86 134    | 3,91  | 2   |  |  |  |
| Irlanda Indipendente (II)               | 78 276    | 3,55  | 4   |  |  |  |
| Partito Verde (GP)                      | 66 911    | 3,04  | 1   |  |  |  |
| People Before Profit/Solidarity (PBP/S) | 62 481    | 2,84  | 3   |  |  |  |
| Partito della Libertà Irlandese (IFP)   | 14 838    | 0,67  | —   |  |  |  |
| 100% Redress (100% R)                   | 6 862     | 0,31  | 1   |  |  |  |
| Altri (<0,35%)                          | 29 543    | 1,34  | —   |  |  |  |
| Indipendenti (IND)                      | 290 746   | 13,20 | 16  |  |  |  |
| Totale                                  | 2 202 454 | 100   | 174 |  |  |  |
|                                         |           |       |     |  |  |  |
| Voti non validi                         | 15 841    | 0,71  |     |  |  |  |
| Votanti                                 | 2 218 295 | 60,12 |     |  |  |  |
| Elettori                                | 3 689 896 |       |     |  |  |  |

| Riepilogo dei voti (+/- elezioni 2020)  | Riepilogo dei voti (+/- elezioni 2020) | Riepilogo dei voti (+/- elezioni 2020) | Riepilogo dei voti (+/- elezioni 2020) | Riepilogo dei voti (+/- elezioni 2020) | Riepilogo dei voti (+/- elezioni 2020) | Riepilogo dei voti (+/- elezioni 2020) |
| --------------------------------------- | -------------------------------------- | -------------------------------------- | -------------------------------------- | -------------------------------------- | -------------------------------------- | -------------------------------------- |
| Fianna Fáil                             | Fianna Fáil                            | Fianna Fáil                            |                                        |                                        | 21,86%                                 | ▼ 0,32                                 |
| Fine Gael                               | Fine Gael                              | Fine Gael                              |                                        |                                        | 20,80%                                 | ▼ 0,06                                 |
| Sinn Féin                               | Sinn Féin                              | Sinn Féin                              |                                        |                                        | 19,01%                                 | ▼ 5,52                                 |
| Indipendenti                            | Indipendenti                           | Indipendenti                           |                                        |                                        | 13,20%                                 | ▲ 1,00                                 |
| Socialdemocratici                       | Socialdemocratici                      | Socialdemocratici                      |                                        |                                        | 4,81%                                  | ▲ 1,91                                 |
| Partito Laburista                       | Partito Laburista                      | Partito Laburista                      |                                        |                                        | 4,65%                                  | ▲ 0,27                                 |
| Aontú                                   | Aontú                                  | Aontú                                  |                                        |                                        | 3,91%                                  | ▲ 2,01                                 |
| Irlanda Indipendente                    | Irlanda Indipendente                   | Irlanda Indipendente                   |                                        |                                        | 3,55%                                  | Nuovo                                  |
| Partito Verde                           | Partito Verde                          | Partito Verde                          |                                        |                                        | 3,04%                                  | ▼ 4,09                                 |
| People Before Profit/Solidarity         | People Before Profit/Solidarity        | People Before Profit/Solidarity        |                                        |                                        | 2,84%                                  | ▲ 0,21                                 |
| Altri (<0,70%)                          | Altri (<0,70%)                         | Altri (<0,70%)                         |                                        |                                        | 2,32%                                  |                                        |
| Riepilogo dei seggi (+/- elezioni 2020) |                                        |                                        |                                        |                                        |                                        |                                        |
|                                         |                                        |                                        |                                        |                                        |                                        |                                        |
| FF                                      | 48                                     | ▲ 10                                   |                                        | FG                                     | 38                                     | ▲ 3                                    |
| IND                                     | 16                                     | ▼ 3                                    |                                        | GP                                     | 1                                      | ▼ 11                                   |
| II                                      | 4                                      | Nuovo                                  |                                        | 100% R                                 | 1                                      | Nuovo                                  |
| A                                       | 2                                      | ▲ 1                                    |                                        | PBP/S                                  | 3                                      | ▼ 2                                    |
| SD                                      | 11                                     | ▲ 5                                    |                                        | LAB                                    | 11                                     | ▲ 5                                    |
| SF                                      | 39                                     | ▲ 2                                    |                                        |                                        |                                        |                                        |